# Terminocavus
Terminocavus („zaplňující dutinu/mezeru“) byl rod rohatého dinosaura (ceratopsida), žijícího v období pozdní svrchní křídy na území dnešního státu Nové Mexiko v USA. Fosilie tohoto býložravého dinosaura byly objeveny v sedimentech souvrství Kirtland (člen Hunter Wash, stáří 75 až 73,4 milionu let).

## Historie a význam
Typový a dosud jediný známý druh T. sealeyi byl na základě materiálu holotypu NMMNH P-27468, objeveného roku 1997, formálně popsán v roce 2020. Druhové jméno je poctou objeviteli holotypu Paulu Sealeymu. Autorem popisu je manželský paleontologický pár Denver Fowler a Elisabeth Freedman-Fowlerová. Ve stejné popisné studii byl popsán ještě jeden nový druh chasmosaurinního ceratopsida, Navajoceratops sullivani.
Terminocavus byl jakýmsi vývojovým přechodným taxonem mezi rody Pentaceratops a Anchiceratops, byl přitom mírně vývojově vyspělejší než Navajoceratops.